# José Maria Raposo do Amaral
José Maria Raposo do Amaral (Ponta Delgada, 26 de Setembro de 1826 — Ponta Delgada, 8 de Julho de 1901) foi um rico proprietário, industrial e político açoriano, que entre outras funções foi presidente da Câmara Municipal de Ponta Delgada e Par do Reino. Foi grande produtor de chá nas suas propriedades das Sete Cidades. Foi pai do político José Maria Raposo do Amaral Júnior, um dos líderes do Primeiro Movimento Autonomista Açoriano.

## Biografia
José Maria Raposo do Amaral era filho de Nicolau Maria Raposo do Amaral, um dos mais ricos capitalistas da ilha de São Miguel, grande proprietário rural na zona oeste do concelho de Ponta Delgada, especialmente nas actuais freguesias dos Ginetes e Sete Cidades, e um dos mais prósperos negociantes daquela cidade.
O seu pai foi um importante militante do Partido Histórico e, membro da Junta Governativa do Distrito de Ponta Delgada, que em 1846, no contexto da Revolução da Maria da Fonte, governou aquele distrito.
Seguindo a tradição paterna, José Maria Raposo do Amaral cedo iniciou militância na esquerda liberal, inscrevendo-se no Partido Progressista, cuja actividade financiou liberalmente, e que liderou no Distrito de Ponta Delgada de 1879, ano em que o Partido se organizou na ilha de São Miguel, até 1901, ano em que faleceu. Tal era a influência da família Raposo do Amaral que foi então substituído por seu filho, José Maria Raposo do Amaral Júnior, que manteria o cargo até à dissolução do Partido em 1910.
Foi elevado a Par do Reino por nomeação régia em 1880, mas não consta que jamais tenha tomado assento naquela Câmara, preferindo permanecer em Ponta Delgada, onde administrava a sua importante casa.
Sendo um dos principais accionista da Fábrica de Álcool de Santa Clara, uma unidade industrial da cidade de Ponta Delgada que se dedicava ao fabrico de álcool a partir de batata-doce cultivada na ilha, cedo se envolveu na questão do monopólio do álcool, uma das medidas políticas que despoletaram o movimento autonómico nos Açores. Através do Partido Progressista local, liderado por seu filho, Raposo do Amaral empenhou-se profundamente da questão da autonomia administrativa das ilhas, apoiando, directamente e através do filho, a lista autonomista, encabeçada por Gil Mont'Alverne de Sequeira, que nas eleições gerais de 15 de Abril de 1894 (30.ª legislatura da Monarquia Constitucional) alcançaria uma retumbante vitória.
Casou com Ângela Gouveia de Medeiros e tiveram geração.